# Periodieke functie

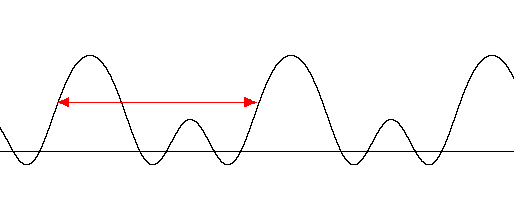
Periodieke functie, de rode lijn geeft de periode weer.

In de wiskunde is een periodieke functie een functie met de eigenschap dat na een zeker interval de functie zichzelf begint te herhalen. Er kan dus een reëel getal {\displaystyle c>0} worden gevonden, waarvoor geldt dat {\displaystyle f(x+c)=f(x)} voor alle {\displaystyle x}. De kleinste waarde voor {\displaystyle c} heet de periode van de functie. 

## Definitie
De functie {\displaystyle f\colon \mathbb {R} \to \mathbb {R} } heet periodiek indien er een getal {\displaystyle c>0} bestaat met de eigenschap dat voor alle {\displaystyle x\in \mathbb {R} } geldt dat {\displaystyle f(x+c)=f(x)}. 
De kleinste strikt positieve waarde van {\displaystyle c} waarvoor deze eigenschap geldt, wordt de periode {\displaystyle T} van de periodieke functie genoemd. Een periodieke functie met periode {\displaystyle T} herhaalt zich op elk interval van de lengte {\displaystyle T}. Vanzelfsprekend hebben ook alle gehele veelvouden van de periode de bovengenoemde herhaaleigenschap. 

## Voorbeelden
Voor de sinus geldt:
{\displaystyle \sin(x+2\pi )=\sin(x)}
voor alle getallen {\displaystyle x}, en er is géén kleiner strikt positief getal dan {\displaystyle 2\pi } waarvoor deze eigenschap óók geldt. De periode van de sinus is dus {\displaystyle 2\pi }.
Voor de tangens geldt: 
{\displaystyle \tan(x+\pi )=\tan(x)}
voor alle getallen {\displaystyle x}, en er is géén kleiner strikt positief getal dan {\displaystyle \pi } waarvoor deze eigenschap óók geldt. De periode van de tangens is dus {\displaystyle \pi }.